# Ataques terroristas en Lashore 2015
Los ataques terroristas en Lashore fueron dos. En la mañana del 15 de marzo del 2015, dos explosiones casi simultáneas estallaron en Youhanabad, la mayor comunidad cristiana del país con 100,000 fieles. Los ataques fueron en dos templos, uno católico (San Juan) y otro anglicano (Iglesia de Cristo), retirados uno del otro unos 500 metros, donde acudían alrededor de 1,000 personas entre ambos templos, ya que eran los oficios religiosos dominicales, en los cuales en el primero murieron 4 personas y en el segundo murieron 21 personas y 80 más resultaron heridas, los cuales la mayoría fueron trasladados al Hospital General de Lahore.
Lashore es la segunda ciudad más importante de Pakistán y capital del Punjab, la provincia más poblada y rica. La ciudad es considera una de las más pacíficas del país. En ambos atentados los talibanes se asumieron como responsables de los atentados.

## Los atentados
En el templo anglicano una persona hizo detonar una bomba, destrozando en pedazos a varias víctimas. Amir Masih de la Iglesia Anglicana comentó al año siguiente de los sucesos: “Las heridas siguen abiertas. Hoy nos hemos reunido para orar por la paz, pedimos a Dios que nos conceda vivir con alegría y paz en nuestra región”.
En el templo católico romano, dos hombres armados empezaron a disparar a la concurrencia antes de detonar una carga de explosivos e intentaron sin éxito acceder al interior de la iglesia, ya que un joven llamado Akash Bashir los detuvo, pues los guardias asignados habían abandonado su puesto, porque fueron a ver un partido de criquet entre Pakistán e Irlanda, mismos que fueron maltratados por la turba.
La autoría de los hechos se auto asignaron el grupo insurgente Jamaat-ul-Ahrar (JuA) y advirtieron en un comunicado que continuarán realizando atentados de ese tipo "hasta que se implemente el régimen islámico". También dijeron: "Que los gobernantes impíos nos paren si pueden", y anunciaron su unión con el principal grupo talibán del país, el Tehreek-e-Taliban Pakistan (TTP), del que se había separado el año anterior, informó Ehsanullah Ehsan portavoz de la organización terrorista.

## Consecuencias
Nueve marchas de protesta de los cristianos, donde se encadenan como muestra de impotencia en diferentes ciudades del país, exigiendo justicia por parte del gobierno,mismos que han sido frecuentes en los últimos años, ya sea por motivos electorales o persecución a los cristianos o musulmanes.
Dos sospechosos fueron atraparon por la turba enfurecida, y los quemaron vivos. Algunas versiones afirmaron que fueron confundidos con los terroristas. 
La respuesta de la policía es que detuvo a 200 personas, acusados de linchamiento de dos musulmanes, de los cuales, apresó a 47 por 5 años. 2 de ellos fallecieron en prisión, 4 escaparon y 41 fueron absueltos por el tribunal antiterrorismo de Lahore, de los cuales eran 41 cristianos y un musulmán, sin embargo no se detuvo a los terroristas. 
Las 25 víctimas del atentado quedaron impunes y las familias de los cristianos, fueron amenazados por sus victimarios por sus actos de represalia.
El día siguiente el titular de la ONU Ban Ki-moon, expresó su preocupación por los atentados del grupo Talibán, que además lanzó amenazas de llevar a cabo más acciones de ese tipo en el futuro; pidió al gobierno paquistaní a encontrar, procesar judicialmente a los responsables, prevenir nuevas agresiones y proteger a las minorías religiosas; así mismo ofreció sus condolencias al pueblo de Pakistán.